# 자라 테일러
자라 테일러(Zara Taylor, 1983년 11월 5일 ~ )는 캐나다의 배우, 가수, 영화배우이다.
밴쿠버에서 태어났다.

## 영화
- 굿 럭 척 (2007년)
- 할로우 맨 2 (2006년) - 애쉬리 역
- 마스터즈 오브 호러 에피소드 8 - 담배 자국 (2005년)